# Sân vận động Milliy
Sân vận động Bunyodkor (tiếng Uzbek: Bunyodkor stadioni) là một sân vận động bóng đá ở Tashkent, Uzbekistan. Sân nằm trên Đại lộ Bunyodkor, ở quận Chilanzar của Tashkent. Sân có sức chứa 34.000 khán giả, khiến sân trở thành sân vận động lớn thứ hai ở Uzbekistan, sau Sân vận động Trung tâm Pakhtakor có sức chứa 35.000 khán giả. Đây là sân nhà của FC Bunyodkor và đội tuyển bóng đá quốc gia Uzbekistan.
Từ khi được khánh thành vào tháng 9 năm 2012 cho đến tháng 6 năm 2018, sân vận động này được gọi là "Sân vận động Bunyodkor". Vào tháng 6 năm 2018, sân được đổi tên thành "Milliy", dịch từ tiếng Uzbek có nghĩa là "Quốc gia", tức là "Sân vận động Quốc gia" (tiếng Uzbek: Milliy stadioni).
Công việc xây dựng sân vận động được bắt đầu vào tháng 1 năm 2009, trên nền đất của Sân vận động MHSK trước đây từng có sức chứa 16.500 khán giả đã bị phá hủy. Hình dạng ban đầu của sân được thiết kế bởi GMP Architekten, một công ty kiến trúc có trụ sở tại Đức. Công việc xây dựng sân vận động được hoàn thành vào tháng 8 năm 2012.
Sân vận động chính thức được khánh thành vào ngày 28 tháng 9 năm 2012, với sự tham dự của Tổng thống đầu tiên của Cộng hòa Uzbekistan, Islam Karimov, cũng như hàng nghìn người hâm mộ và khán giả. Lễ khánh thành sân vận động vô cùng hoành tráng với các bài hát của các ca sĩ nổi tiếng của nhạc pop Uzbekistan, và một trận đấu giao hữu được tổ chức giữa hai câu lạc bộ bóng đá của Tashkent là Bunyodkor và Pakhtakor (3–3).
Trận đấu chính thức đầu tiên tại Sân vận động Bunyodkor được diễn ra vào ngày 26 tháng 3 năm 2013 giữa Uzbekistan và Liban trong khuôn khổ vòng loại World Cup 2014. Uzbekistan đã giành chiến thắng với tỷ số 1–0. Sau đó, Sân vận động Bunyodkor trở thành sân nhà chính của đội tuyển quốc gia Uzbekistan. Trước đó, sân nhà chính của đội tuyển Uzbekistan là Sân vận động Trung tâm Pakhtakor, một sân vận động khác ở Tashkent.
Vào ngày 11 tháng 6 năm 2018, theo quyết định của Ban chấp hành Hiệp hội bóng đá Uzbekistan, tên gọi của sân được đổi thành "Sân vận động Milliy" (Sân vận động Quốc gia).
Sân vận động nằm ở quận Chilanzar của thành phố Tashkent, trên Đại lộ Bunyodkor. Sân có hai tầng và hơn 50 khu vực với sức chứa 34.000 khán giả. Sân có chỗ ngồi VIP (khoảng 50 chỗ ngồi/cabin) và CIP (700 chỗ ngồi). Có vài chục chỗ ngồi dành cho người khuyết tật. Sân vận động có một nhà hàng và quán bar café, cửa hàng thức ăn nhanh, nhà vệ sinh, phòng tập thể dục và các cơ sở vật chất khác.
Sân có hai màn hình lớn, hệ thống ánh sáng hiện đại (3000 lux), hệ thống âm thanh hiện đại, bốn phòng thay đồ cho các cầu thủ và thành viên đội bóng, một phòng họp và các phòng phụ trợ khác. Dưới sân vận động có một bãi đậu xe có sức chứa 350 ô tô. Nơi đây cũng có Bảo tàng Lịch sử bóng đá Uzbekistan, nơi lưu giữ các danh hiệu của câu lạc bộ bóng đá Bunyodkor, cũng như các đồ vật, hình ảnh và hiện vật khác về bóng đá Uzbekistan. Mặt sân tương ứng với tiêu chuẩn hiện đại của thế giới. Mặt sân có kích thước 105 x 68 m, có hệ thống thoát nước và sưởi ấm.
Khu liên hợp Sân vận động Milliy nằm trên khu đất rộng 37 ha. Ngoài sân vận động chính, khu liên hợp còn có thêm bảy sân tập hiện đại. Khu liên hợp này còn có trung tâm đào tạo bóng đá trẻ, bể bơi và các cơ sở thể thao khác cũng như các cơ sở hạ tầng khác. Vào buổi tối, mặt tiền của sân vận động được chiếu sáng bằng hệ thống đèn có tên gọi là "Ngọn lửa phương Đông."

## Hình ảnh

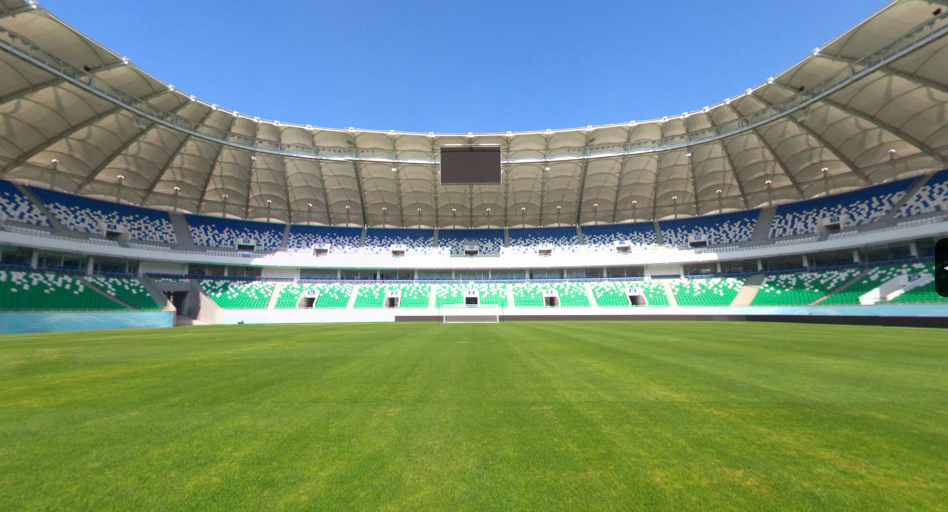
Quang cảnh bên trong
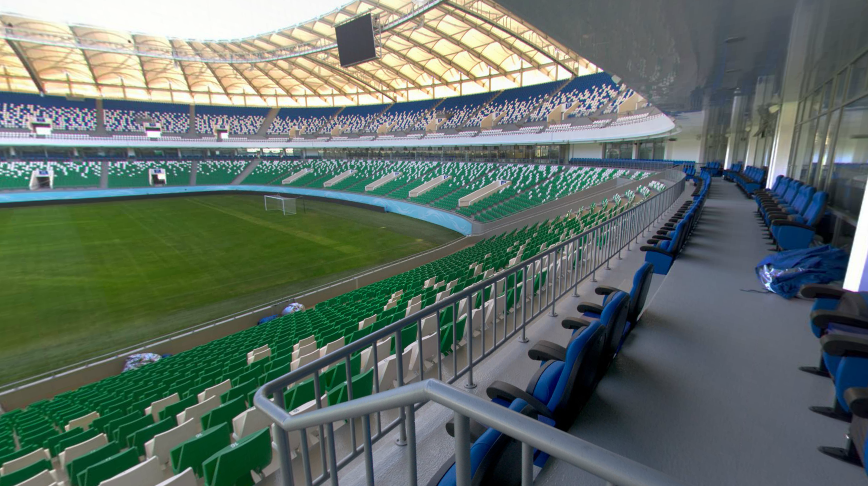
Quang cảnh bên trong
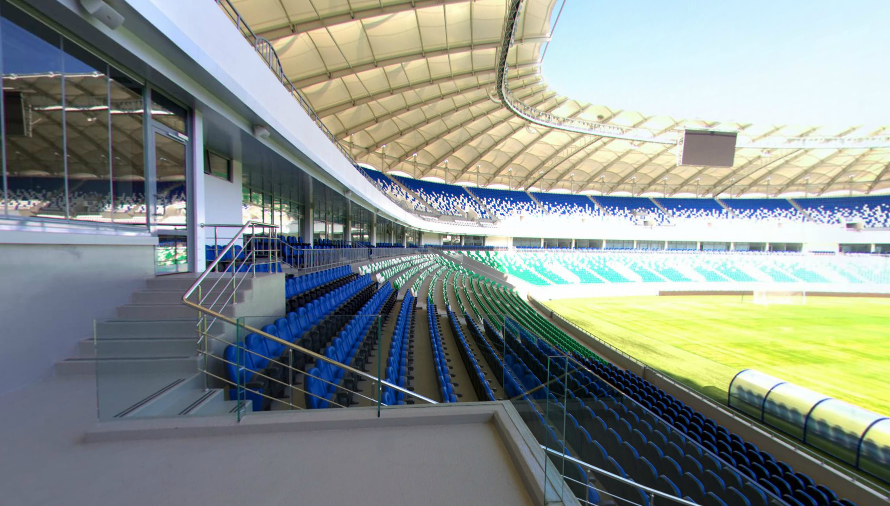
Quang cảnh bên trong
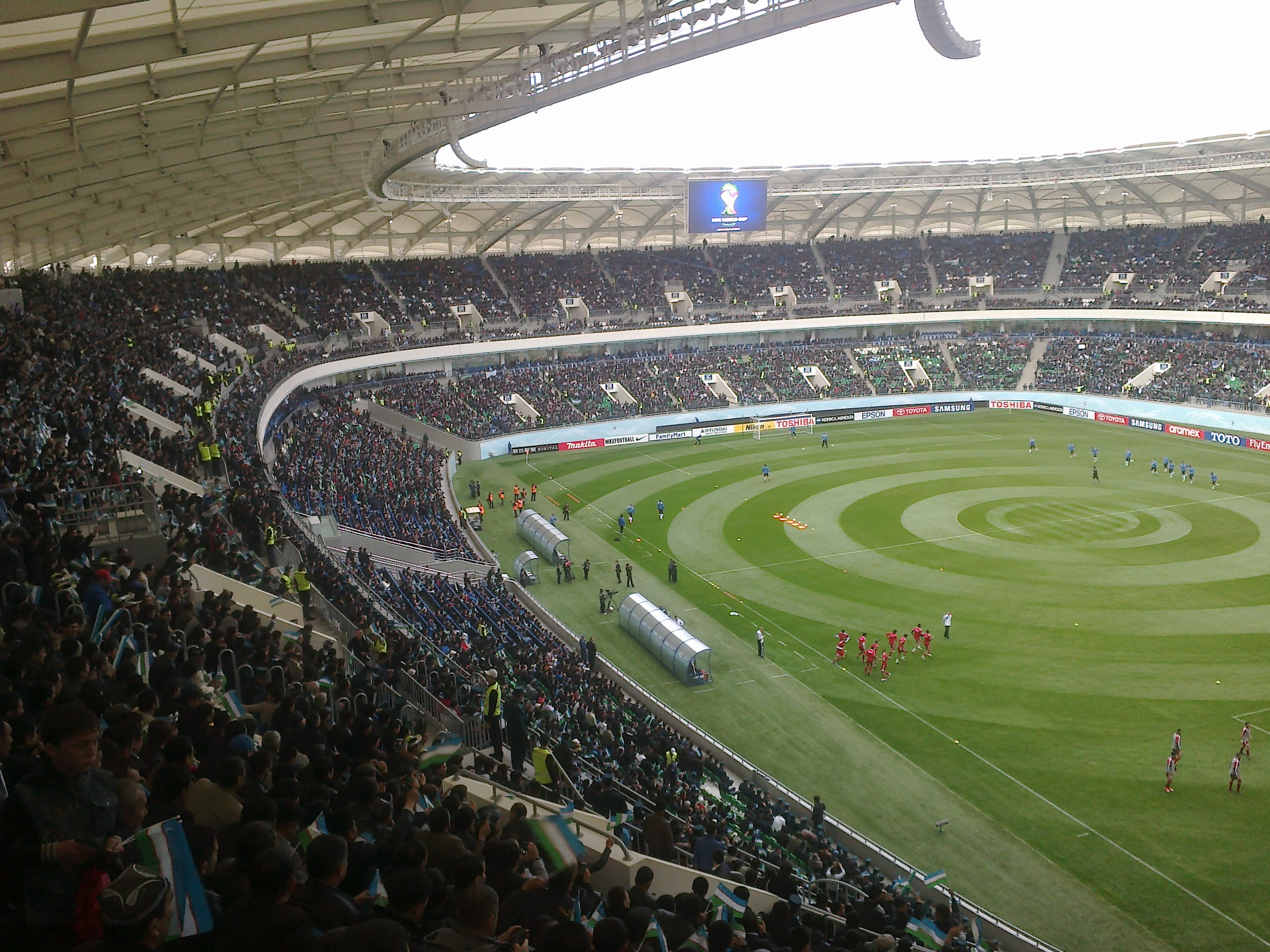
Quang cảnh bên trong